# Chantiers de l’Atlantique
«Шантье де л’Атлантик» (фр. Chantiers de l’Atlantique, дословный перевод названия — «Верфи Атлантики») — французская судостроительная верфь, подразделение южнокорейской судостроительной группы STX Shipbuilding Group.
Одна из верфей STX Europe находится в Сен-Назере (Франция) в устье Луары. Она относится к самым большим верфям Европы и мира, производство в 2004 году составило примерно 630 млн. евро. В 1984 году верфь вошла в состав концерна Alstom, которая стала частью Alstom Leroux Naval.
В январе 2006 года Alstom продал 75 % акций Chantiers de l’Atlantique норвежскому судостроительному предприятию Aker Yards (ныне STX Europe), в то время дочернее предприятие концерна Aker Solutions и взяла на себя обязательство о непродаже оставшихся 25 процентов до 2010 года.

## Суда (выборочно)

### Пассажирские суда
- Lutetia (1913)
- Paris (1921)
- Georges Philippar (1932)
- Normandie (1935)
- Norway (ранее France) (1962)
- Queen Mary 2 (2003)

### Крупные круизные судаMSC Cruises
- MSC Lirica (2003)
- MSC Opera (2004)
- MSC Armonia (2004)
- MSC Sinfonia (2005)
- MSC Musica (2006)
- MSC Orchestra (2007)
- MSC Poesia (2008)
- MSC Fantasia (2008)
- MSC Splendida (2009)
- MSC Magnifica (2010)
- MSC Divina (2012)
- MSC Preziosa (2013)
- MSC Meraviglia (2017)
- MSC Bellissima (2019)
- MSC Grandiosa (2019)

### Другие круизные суда
- Norwegian Epic 2010
- супертанкеры класса Batillus

### Военные корабли
- линкор «Страсбур» (1936)
- линкор «Жан Бар» (1940)
- авианосец Foch (1960)
- вертолётоносцы типа Мистраль

### Другие суда
- BOS 400 — плавучий кран грузоподьёмностью 1200 тонн.

- Luminara (2025)[1]
- Orient Express Silenseas[2]

## Галерея

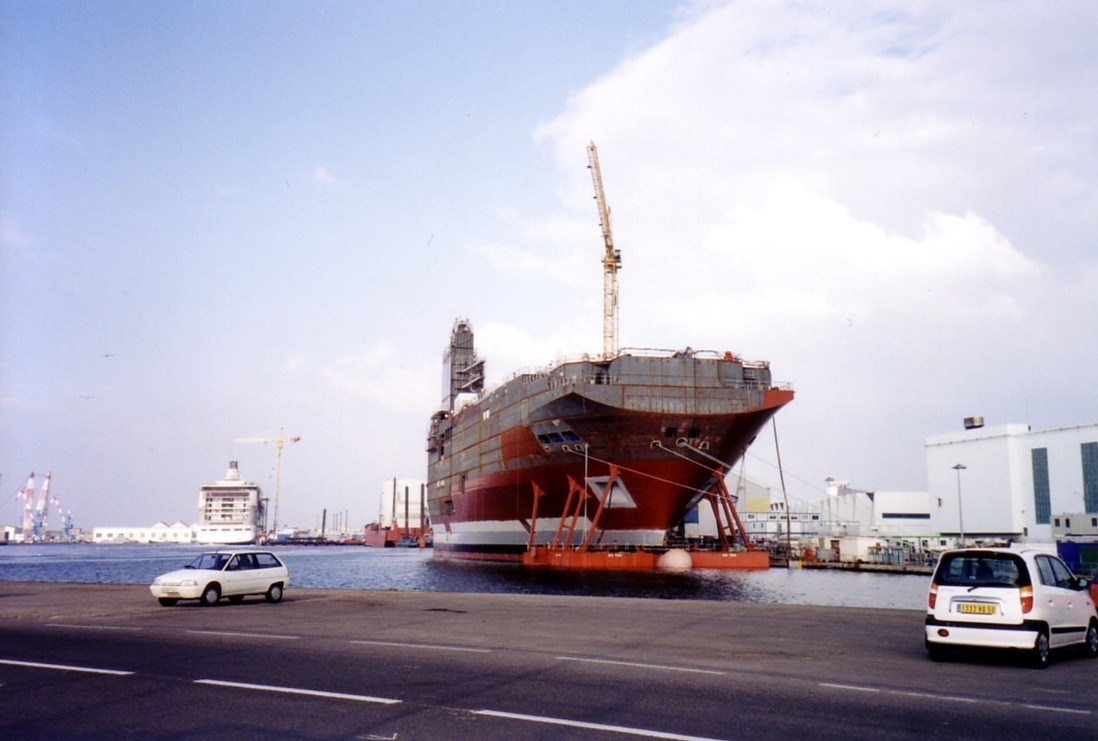
Достроечная стенка верфи
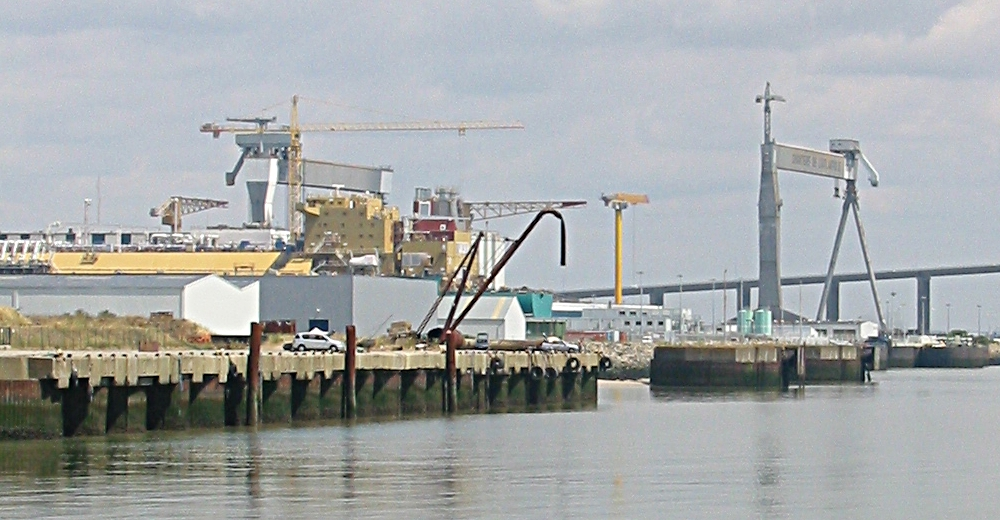
Верфь Chantiers de l’Atlantique